# Marcel Minnaert
Marcel Gilles Jozef Minnaert (Bruges, 12 febbraio 1893 – Utrecht, 26 ottobre 1970) è stato un astronomo belga che ha anche conseguito un dottorato in biologia nel 1914 all'Università di Gand.
Nel 1918 inizia a lavorare per l'Università di Utrecht, da principio dedicandosi alla ricerca fotometrica ed in seguito comincia ad interessarsi all'astronomia diventando un pioniere nella ricerca solare, presso l'osservatorio Sonnenborgh gestito dall'ateneo. Si specializza nella spettroscopia e nello studio dell'atmosfera stellare.

## Riconoscimenti
- Gold Medal of the Royal Astronomical Society (1947)
- Bruce Medal (1951)
- Gli è stato dedicato un asteroide, 1670 Minnaert [1]